# Journey to the Center of the Earth (série télévisée d'animation)
Ne pas confondre avec l'album de Rick Wakeman : Journey to the Center of the Earth (album).
Journey to the Center of the Earth est une série télévisée d'animation américaine en dix-sept épisodes de 25 minutes produite par Filmation et diffusée du 9 septembre au 30 décembre 1967 sur le réseau ABC. Elle est inspirée du roman de Jules Verne.
Cette série est inédite dans tous les pays francophones.

## Synopsis
Le Professeur Lindenbrook accompagné de sa nièce Cindy et son camarade d'école Alec McEwen, de Lars leur guide et Gertrude, le canard de Cindy sont en expédition au centre de la Terre. Mais ils sont constamment menacés par le Comte Saccnusson et son acolyte Torg car l'ennemi de Lindenbrook veut arriver avant son rival pour desavouer le scientifique et ses théories.

## Distribution

### Voix originales
- Ted Knight : Professeur Oliver Lindenbrook / Comte Saccnusson
- Pat Harrington Jr. : Alec McEwen / Lars / Torg
- Jane Webb (en) : Cindy Lindenbrook

## Épisodes
1. Arena of Fear
2. Caveman Captives
3. The Creative World
4. Creatures of the Swamp
5. The Doomed Island
6. Furies of Ice
7. The Labyrinth Builders
8. Land of the Dead
9. The Living City
10. The Living Totems
11. Moths of Doom
12. Ocean of Destruction
13. Perils of Volcano Island
14. Return of Gulliver
15. Revenge of the Fossils
16. Sleeping Slaves of Zeerah
17. Trail of Gold